# 임기호
임기호(林機鎬, 1920년 ~ 2006년 5월 7일)는 대한민국의 법조인이다.

## 생애
전라남도 광주 출신이다. 1947년 제1회 조선변호사시험에 합격하고 법조인이 되었다. 1954년에 조선대학교 법학과를 졸업하고 판사를 하였으며 서울고등법원 수석부장판사, 1965년 5월 30일 대전지방법원장, 제8대 서울민사지법원장, 1971년 9월 13일 제5대 서울형사지법원장, 제2대 사법연수원장, 제16대 서울고등법원장, 서울시선거관리위원회 위원장, 등을 역임했다. 서울민사지방법원장 재직 시절에는 사법권 수호를 둘러싸고 소속 판사인 박승호가 사직서를 제출했다.